# Estação Aquiles Serdán
A Estação Aquiles Serdán é uma das estações do Metrô da Cidade do México, situada na Cidade do México, entre a Estação El Rosario e a Estação Camarones. Administrada pelo Sistema de Transporte Colectivo, faz parte da Linha 7.
Foi inaugurada em 29 de novembro de 1988. Localiza-se no cruzamento da Avenida Aquiles Serdán com a Rua Tezozómoc. Atende o bairro Tezozómoc, situado na demarcação territorial de Azcapotzalco. A estação registrou um movimento de 6.057.188 passageiros em 2016.